# Município de Blanchard (condado de Hardin, Ohio)
Localização do Ohio nos E.U.A.
O município de Blanchard (em inglês: Blanchard Township) é um município localizado no condado de Hardin no estado estadounidense de Ohio. No ano 2010 tinha uma população de 1533 habitantes e uma densidade populacional de 24,59 pessoas por km².

## Geografia
O município de Blanchard encontra-se localizado nas coordenadas 40° 46′ 44″ N, 83° 36′ 42″ O. Segundo a Departamento do Censo dos Estados Unidos, o município tem uma superfície total de 62.34 km², da qual 62,19 km² correspondem a terra firme e (0,25 %) 0,16 km² é água.

## Demografia
Segundo o censo de 2010, tinha 1533 pessoas residindo no município de Blanchard. A densidade de população era de 24,59 hab./km².